# Nevado Huanacuni
Nevado Huanacuni är ett berg i Bolivia.   Det ligger i departementet La Paz, i den nordvästra delen av landet, 600 km nordväst om huvudstaden Sucre. Toppen på Nevado Huanacuni är 5 738 meter över havet, eller 674 meter över den omgivande terrängen. Bredden vid basen är 9,3 km.
Terrängen runt Nevado Huanacuni är kuperad åt sydväst, men åt nordost är den bergig. Trakten runt Nevado Huanacuni är nära nog obefolkad, med mindre än två invånare per kvadratkilometer.. Närmaste större samhälle är Pelechuco, 9,5 km nordost om Nevado Huanacuni. 
Trakten runt Nevado Huanacuni består i huvudsak av gräsmarker.